# Peter Klasen

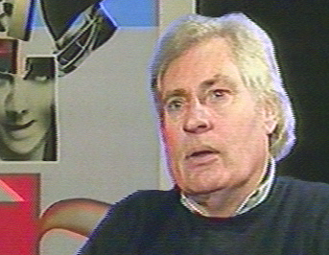
Peter Klasen (1997)

Peter Klasen (* 18. August 1935 in Lübeck) ist ein in Frankreich lebender deutscher zeitgenössischer Bildhauer, Maler und Fotograf.

## Leben und Werk
Nachdem er seine Gymnasialzeit von 1945 bis 1955 am Katharineum zu Lübeck absolviert hatte, begann Peter Klasen 1956 ein Studium an der Berliner Kunsthochschule, u. a. bei Hans Jaenisch, und erhielt 1958 ein Meisterschüler-Atelier bei Hann Trier. 1959 ging er nach Paris; ein Jahr später beteiligte er sich erstmals an Gruppenausstellungen. Er gehörte zusammen mit Erró und anderen zur neu gegründeten Gruppe „Figuration Narrative“, die sich als Gegenpol und Reaktion zur damals vorherrschenden abstrakten Malerei sah und 1964 ihre erste Ausstellung im Musée d’art moderne de la Ville de Paris hatte. 1967 wurde er zur Betreuung vom Nürnberger Institut für moderne Kunst ausgewählt. 1985/86 war er Lehrer an der Europäischen Kunstakademie Trier. Klasen schuf zahlreiche Werkzyklen, unter anderem 1988 Le Mur de Berlin, eine Arbeitsreihe zur Berliner Mauer. „Künstler, Zeitzeuge und Visionär zugleich fertigte Klasen ein Jahr vor dem Fall der Mauer eine Reihe von großformatigen Leinwänden, Fragmente der berühmtesten Grenzanlage der Welt an.“ In diesem und weiteren Zyklen (beispielsweise Récits et avis de recherche, Hiroshima) spiegelt sich Klasens Auseinandersetzung mit aktueller politischer Geschichte wider. Seine Serie La Passion de Dunkerque ging in den Jahren 1989 bis 1993 als Wanderausstellung, beginnend im Pariser Rathaus, zum „Museum of Art“ in Taiwan, von dort u. a. über Polen zur „Biennale d’art sacré“ in Pescara und nach Quebec in Kanada.
Klasens Arbeiten wurden in zahlreichen Ländern ausgestellt und von renommierten Museen und Sammlungen aufgekauft. Er erhielt in Frankreich Aufträge für Fresken in öffentlichen Gebäuden.
Daniel Sibony schrieb über Klasens Bildwelt, sie zelebriere „unsere moderne, hoch technisierte, sterile Gesellschaft, um gleichsam auch ihre unmenschliche Kühle und bedrohliche Leere anzuprangern.“ Mit seinen Arbeiten führe Klasen den Betrachter „vor eine ausweg- und kompromisslose Konfrontation mit der brutalen Realität unserer heutigen Gesellschaft.“ Über seine Bildkunst schrieb Sabine Glaubitz: „Für Klasen bot die von der Pop-Art-Sprache beeinflusste Narrative Figuration die Möglichkeit, Motive der neuen technischen Welt – Maschinen und Konstruktionen – in seinen Kompositionen umzusetzen. Seine Bilder sind von kühler, unpersönlicher, photoartiger Formsprache, die Objekte aus der modernen Konsumwelt zum Teil in Collagenform darstellen. Er hat sich wie viele der Künstler der «Figuration narrative» von Fotos aus Tageszeitungen, Zeitschriften und Filmplakaten inspirieren lassen.“
Peter Klasen war Mitglied im Deutschen Künstlerbund. Er lebt mit Frau und zwei Töchtern in Châteauneuf-Grasse.

## Ausstellungen

### Einzelausstellungen
- 1971: Museum für moderne Kunst, Paris
- 1972: Palais des Beaux-Arts, Brüssel
- 1974: Lehmbruck-Museum, Duisburg
- 1974: Museum Boymans-van Beuningen, Brüssel
- 1978: Musée de Peinture et de Sculpture, Grenoble, Frankreich
- 1979: Neue Galerie – Sammlung Ludwig, Aachen
- 1987: Musée des Beaux-Arts, Carcassonne
- 1994: Palais des congrès de Paris
- 1998: Art Cologne, Köln
- 2002: Museum Fondation Vasarely, Aix-en-Provence, Frankreich
- 2004: Nationalmuseum für bildende Künste, Kiew
- 2005: Maison Europienne de la Photographie, Paris
- 2010: Ludwig Museum Koblenz

### Gruppenausstellungen
- 1976: Musée National d’Art Moderne, Centre Georges Pompidou, Paris
- 1980: Musée des beaux-arts de Montréal
- 1982: Bridgestone Museum of Art, Tokio
- 1983: Palais de Tokyo, Paris
- 1988: Museum für zeitgenössische Kunst, Seoul
- 1990: Kunsthalle Düsseldorf
- 1991: Münchner Stadtmuseum
- 1995: Kunst- und Ausstellungshalle der Bundesrepublik Deutschland
- 2001: Nationalversammlung Paris

## Werke in Sammlungen und Museen
| Aufbewahrungsort                         | Bildtitel                  | Entstehungsjahr | Höhe × Breite | Technik            |
| ---------------------------------------- | -------------------------- | --------------- | ------------- | ------------------ |
| Musée d’art moderne de la Ville de Paris | Réservoirs                 | 1980            | 260 × 200 cm  | Acryl auf Leinwand |
| Sammlung Ludwig, Aachen                  | Colonnes sèches d’incendie | 1977            | 180 × 260 cm  | Acryl auf Leinwand |